# Джефф Пфендтнер
Джефф Пфендтнер (англ. Jeff Pfaendtner, 28 лютого 1967) — американський академічний веслувальник.
Бронзовий призер Олімпійських Ігор 1996 року в складі розпашної четвірки без стернового легкої ваги.
Срібний призер Чемпіонату світу 1988 року в складі вісімки легкої ваги.